# (367) Amicitia
(367) Amicitia es un asteroide perteneciente al cinturón de asteroides descubierto el 19 de mayo de 1893 por Auguste Honoré Charlois desde el observatorio de Niza, Francia.
Está nombrado por la palabra latina para amistad.

## Características orbitales
Amicitia forma parte de la familia asteroidal de Flora.